# China Merchants Group
China Merchants Group Limited (kinesisk: 招商局集团; pinyin: Zhaoshangju Jituan) er en kinesisk statsejet virksomhed med hovedkvarter i Hongkong.
Virksomheden blev etableret som et shippingselskab i Shanghai i 1872 under navnet China Merchants Steam Navigation Company. De driver virksomhed indenfor bank, finansiering, shipping, havne, energi og fast ejendom.
China Merchants har talrige datterselskaber, nogle af de mest notable er: China Merchants Bank, China Merchants Capital, China Merchants Energy Shipping, China Merchants Port, China Merchants Property og Wing Lung Bank.